# Club Aéreo de Santiago
El Club Aéreo de Santiago (fundado como Club Aéreo de Chile, el 5 de mayo de 1928 en Santiago de Chile) es un club aéreo y escuela de vuelo orientada a la formación de pilotos. Su base se encuentra en el Aeródromo Eulogio Sánchez, comuna de La Reina en Santiago, Chile.

## Historia
El día 5 de mayo de 1928, bajo la presidencia del comandante Arturo Merino Benítez, nace la corporación fundada con el nombre de Club Aéreo de Chile, que comenzó sus actividades en la Base Aérea El Bosque con un avión biplano Moth Cirrus facilitado por la aviación militar. El primer curso regular de vuelo se inició el día 11 de mayo de 1929.
El 28 de septiembre de 1930 el Club Aéreo de Chile, debido al creciente interés por la actividad aérea, trasladó su accionar al Aeropuerto Los Cerrillos. Esto fue posible gracias a la donación realizada por el filántropo norteamericano Daniel Güggenheim, al Gobierno de Carlos Ibáñez del Campo, para fomentar el desarrollo de la aviación civil en nuestro país.
En el año 1950 llegó a la presidencia del Club el Sr. Eulogio Sánchez Errázuriz, hombre visionario y amante de la aviación, quien hizo posible el 6 de noviembre de 1954, el traslado del Club Aéreo de Chile a sus dependencias actuales en el aeródromo Eulogio Sánchez Errázuriz / Tobalaba.
En el año 1964 el Club Aéreo de Chile cambia de nombre y desde esta fecha hasta nuestros días se conoce como Club Aéreo de Santiago y su misión básica es formar pilotos y ser una plataforma para el desarrollo de la aviación civil en el país.

## Infraestructura
El Club Aéreo de Santiago cuenta con instalaciones de primer nivel destinadas al desarrollo de las actividades diarias de instrucción, vida social y camaradería de nuestros socios pilotos y alumnos.
El Club House, ubicado bajo la Torre de Control, cuenta con salones, comedores, bar-casino, sala de pool, canchas de tenis, piscina y quincho. Estos espacios y la magnífica vista a la Cordillera de Los Andes, permite a los socios pilotos y alumnos generar los lazos de amistad y camaradería que caracterizan a nuestra gran familia aérea.
La Escuela de Vuelo cuenta con salas de clases y un auditorio completamente equipados para el desarrollo de las clases teóricas de los diversos cursos de vuelo que imparte nuestra institución. También contamos con simuladores de vuelo que complementan el proceso de instrucción de los alumnos y pilotos.
El Club Aéreo de Santiago cuenta con su propio Centro de Mantenimiento Aeronáutico conformado por profesionales altamente capacitados en las áreas de mecánica y manteniendo de aeronaves, que realizan la importante labor de mantener en perfectas condiciones nuestro material de vuelo.
El Club cuenta con el departamento de Operaciones que fue creado en 1945 y juega un rol fundamental en el funcionamiento del Club. Su labor diaria se centra en:
- Controlar la estadística de las actividades aéreas
- Efectuar el despacho y recepción de los vuelos de nuestras aeronaves
- Atender las solicitudes de reserva de aviones
- Entregar información  aeronáutica
- Controlar y mantener actualizado el contenido de las carpetas de vida aérea de los pilotos y alumnos.
- Realizar las coordinaciones respectivas con la Escuela de Vuelo, Centro de Mantenimiento y en caso de requerirlo, con el Servicio de Búsqueda y Salvamento (SAR), la Torre de Control y la Oficina de Notificación de Informaciones de Vuelo (ARO) de la DGAC.
- Esta oficina funciona todos los días del año y es atendida por un grupo de empleados especializados y su labor la supervisa el Subgerente Operativo Sr. Cristian Ramírez Q.[2]

## Escuela de Vuelo
La Escuela de Vuelo de esta institución cuenta con 41 instructores y profesores, además de la experiencia dada por más de 80.000 horas de instrucción. Nuestra institución pone a disposición de sus alumnos y socios, la más amplia gama de aviones y tecnología disponible en nuestro país. Desde los aviones clásicos como son los Mentor T-34 (utilizados en la formación de pilotos de la Fuerza Aérea) hasta los Diamond DA-20 (con tecnología Garmin 500 utilizados en el proceso de instrucción de alumnos del curso básico).
Nuestros socios y alumnos pueden disfrutar de la flota compuesta por 34 aviones, simuladores de vuelo, instalaciones de primer nivel, instructores formados en nuestra propia Escuela de Vuelo y, lo más importante, una estructura de clases que les permitirá cumplir de manera adecuada con cada etapa de instrucción y perfeccionamiento aéreo, a través de su área básica, media y avanzada, donde los pilotos podrán volar tecnología Glass Cockpit en aviones Cessna 172 y 182.
Quienes se integren a nuestro Club podrán ser parte de una gran institución, de capacitación constante y charlas informativas, de la camaradería de sus pilotos y de un ambiente aeronáutico inigualable entregado por el increíble entorno que nos proporciona nuestra casa el Aeródromo Eulogio Sánchez/Tobalaba.

### Curso Piloto Privado

#### Instrucción Teórica
| Asignatura                                   | Días | Horas |
| -------------------------------------------- | ---- | ----- |
| Historia del CAS                             | 2    | 5     |
| Aerodinámica e Instrumentos Básicos de Vuelo | 7    | 17,5  |
| Manual y Sistemas DA-20                      | 5    | 12    |
| Reglamentación                               | 7    | 17,5  |
| Motores                                      | 7    | 17,5  |
| Meteorología                                 | 7    | 17,5  |
| Fisiología del Vuelo                         | 2    | 5     |
| Navegación y Radioayudas                     | 8    | 20    |
| Charla SMS                                   | 1    | 2,5   |
| Total                                        | 45   | 114,5 |

#### Instrucción Práctica
La instrucción práctica comprende como mínimo 40 horas de instrucción de vuelo, de las cuales aproximadamente 25 son de vuelo dual con instructor. En estas horas se incluyen un raid dual vuelo más largo junto al instructor, raids solo el alumno pilotea el avión, seguido en otro avión por su instructor y los exámenes de vuelo correspondientes.
El número real de horas de vuelo requeridas por cada alumno piloto, así como el tiempo que le tomará realizarlas, dependerá de su propia capacidad de aprendizaje y el tiempo del que disponga.
El avión utilizado para la instrucción práctica es el Diamond DA-20, avión de última generación, de los cuales el Club Aéreo de Santiago posee seis para el uso de los alumnos. Esta aeronave es biplaza con comandos dobles, por lo que es apta para la preparación de pilotos.
Las prácticas de vuelo se realizan conforme a los turnos que se fijan de común acuerdo entre el instructor designado y el alumno. La actividad normal requiere de unos tres turnos semanales, que tienen una duración de alrededor de una hora y 45 minutos cada uno. Cada sesión de instrucción tiene una duración aproximada de 45 minutos de vuelo, más un pre y post briefing que se realizan antes y después del vuelo, respectivamente.
Para flexibilizar el programa del Curso Básico, y si el alumno lo requiere, la Escuela de Vuelo del Club Aéreo de Santiago también ofrece la opción de postergar la instrucción práctica para la primavera, cuando el cambio horario permite aprovechar las últimas horas de la tarde con luz de día para efectuar operaciones aéreas.

### Cursos Avanzados

#### Área Media
Instrucción práctica y teórica para utilizar aviones de mayor performance y capacidad, con los cuales se pueden realizar vuelos de travesía a lo largo de Chile.

#### Área Avanzada
Instrucción práctica y teórica para utilizar aviones que cuentan con tren retráctil y paso variable, además de una potencia que les permite volar a velocidades y alturas mayores.

#### Curso IFR
Habilita al piloto para poder volar en condiciones meteorológicas adversas, no requiriendo contacto visual con el terreno.

#### Curso de Piloto Comercial
El piloto quedará legalmente habilitado para desarrollar actividades lucrativas: trabajos aéreos, pilotos privados, así como volar aeronaves comerciales de gran envergadura.

#### Curso de Multimotor
El curso para la habilitación de multimotor, habilitará al piloto para volar aeronaves con 2 o más motores.

#### Curso de Acrobacia
El curso de acrobacias se desarrolla en un avión especialmente diseñado para este fin, pudiendo realizar maniobras como vuelo invertido, loop, roll entre otras.

## Flota
El Club Aéreo de Santiago tiene una flota compuesta por 34 aeronaves (incluyendo un avión Bimotor Seneca) de diferente tecnología a la que pueden acceder los socios pilotos y alumnos de nuestros cursos de vuelo. Además se están construyendo 2 Aeronaves Experimentales Van's RV-10, las cuales serán terminadas entre los años 2023 y 2024.
El material está diferenciado en tres áreas de instrucción, definidas por la Escuela de Vuelo: el área básica, media y avanzada, que permite a nuestros alumnos y pilotos lograr licencias y habilitaciones aéreas.
| Fabricante        | Modelo                | Matrícula |
| ----------------- | --------------------- | --------- |
| American Champion | BL-30 Super Decathlon | CC-KSQ    |
| Beechcraft        | T-34 Mentor           | CC-KST    |
| Beechcraft        | T-34 Mentor           | CC-KXT    |
| Cessna            | C-172N Skyhawk        | CC-KSX    |
| Cessna            | C-172N Skyhawk        | CC-KSM    |
| Cessna            | C-172P Skyhawk        | CC-KSZ    |
| Cessna            | C-172SP Skyhawk       | CC-ADF    |
| Cessna            | C-172SP Skyhawk       | CC-ADH    |
| Cessna            | C-172SP Skyhawk       | CC-ADG    |
| Cessna            | C-182T Skylane        | CC-PNB    |
| Cessna            | C-182T Skylane        | CC-PVJ    |
| Cessna            | R-182 Skylane RG      | CC-KSR    |
| Diamond           | DA-20-C1 Eclipse      | CC-AHF    |
| Diamond           | DA-20-C1 Eclipse      | CC-AHG    |
| Diamond           | DA-20-C1 Eclipse      | CC-ANK    |
| Diamond           | DA-20-C1 Eclipse      | CC-ANL    |
| Diamond           | DA-20-C1 Eclipse      | CC-ASE    |
| Diamond           | DA-20-C1 Eclipse      | CC-ASF    |
| Diamond           | DA-20-C1 Eclipse      | CC-DJK    |
| Piper             | PA-18 Super Cub       | CC-KXF    |
| Piper             | PA-28-180 Cherokee    | CC-KXJ    |
| Piper             | PA-28-180 Cherokee    | CC-KXL    |
| Piper             | PA-28-181 Archer II   | CC-KXO    |
| Piper             | PA-28-181 Archer II   | CC-KSN    |
| Piper             | PA-28-181 Archer II   | CC-KXE    |
| Piper             | PA-28-181 Archer III  | CC-KXK    |
| Piper             | PA-34 Seneca II       | CC-KXY    |
| Piper             | PA-38 Tomahawk        | CC-KSO    |
| Piper             | PA-38 Tomahawk        | CC-KSS    |
| Piper             | PA-38 Tomahawk        | CC-KSJ    |
| Van's             | RV-9A I               | CC-LYA    |
| Van's             | RV-9A I               | CC-LYB    |
| Van's             | RV-9A II              | CC-AYD    |
| Van's             | RV-9A II              | CC-AYE    |
| Van's             | RV-10                 | TBD       |
| Van's             | RV-10                 | TBD       |